# رودريغو غطاس
رودريغو غاتاس بيرتوني (بالإسبانية: Rodrigo Gattas)‏ (2 ديسمبر 1991 بسانتياغو في تشيلي - ) هو مدرب كرة قدم ولاعب كرة قدم تشيلي في مركز الهجوم. شارك مع منتخب تشيلي تحت 20 سنة لكرة القدم. أما مع النوادي، فقد لعب مع يونيون إسبانيولا وسانتياغو مورنينغ ‏ ونادي كوبريسال ونادي كوبريلوا ويونيون لا كاليرا.

## وصلات خارجية
- رودريغو غطاس على موقع قاعدة بيانات كرة القدم.إي يو (الإنجليزية)
- رودريغو غطاس على موقع Soccerway.com (الإنجليزية)
- رودريغو غطاس على موقع AS.com (الإسبانية)